# Kloster Hájek

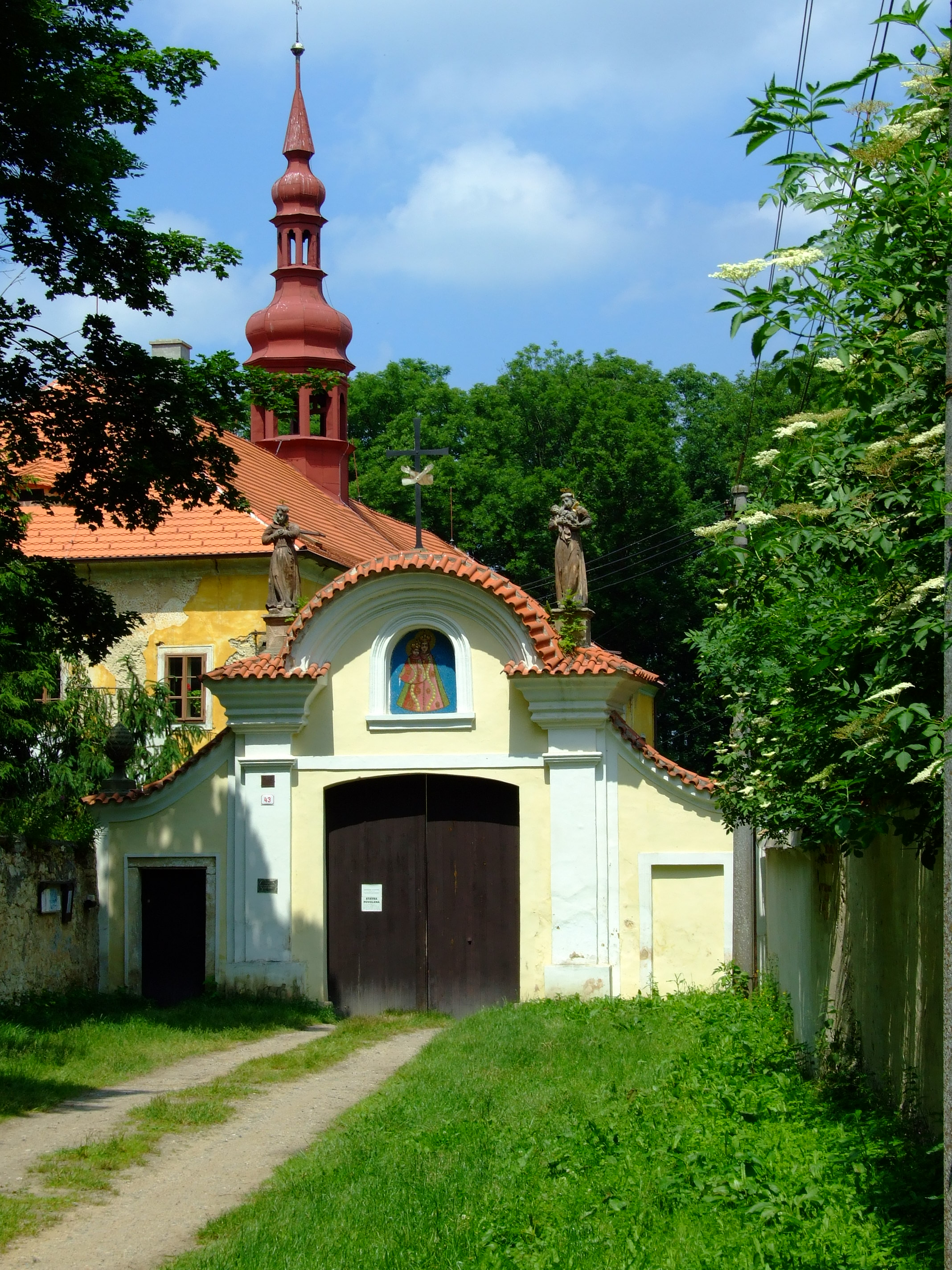
Eingangstor

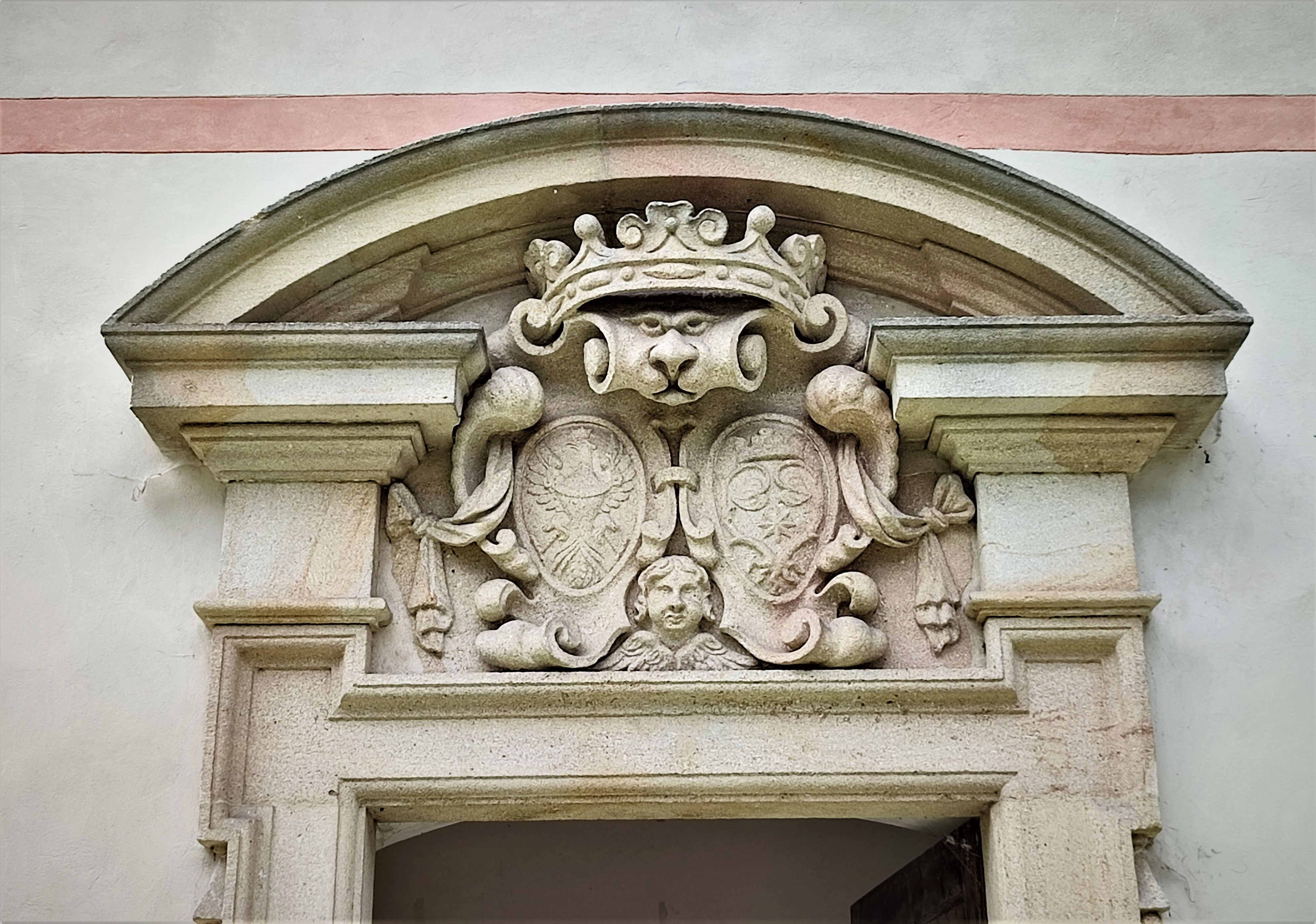
Portal mit Gründers Allianzwappen

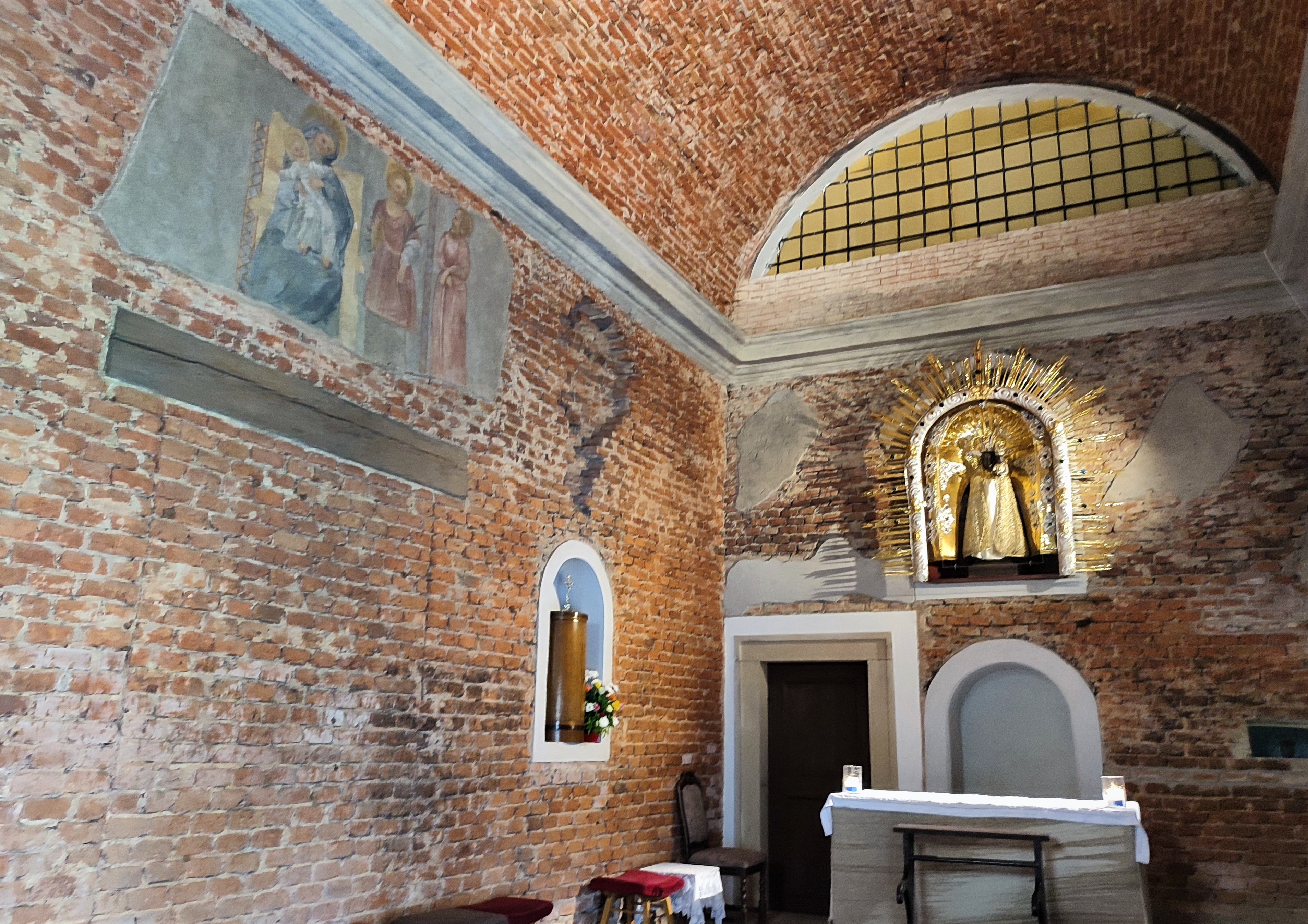
Innere der Loretokapelle

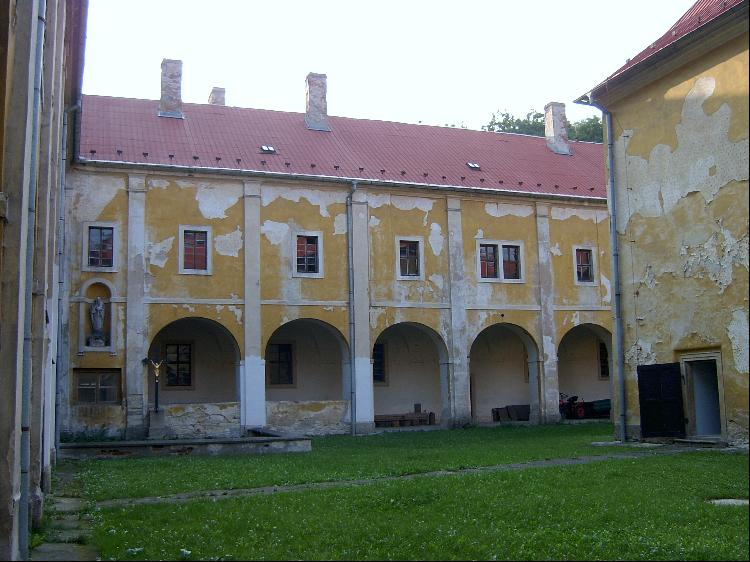
Innenhof, Westflügel

Das Kloster Hájek (deutsch Waldl, auch Waldel, lateinisch Sacra silva) ist ein Franziskanerkloster in Tschechien. Es liegt anderthalb Kilometer östlich von Červený Újezd in der Einschicht Hájek.

## Beschreibung
Das Kloster befindet sich nördlich der Straße von Červený Újezd nach Břve im Zentrum eines von Feldern und Wiesen umgebenen, ummauerten Wäldchens von annähernd rechteckigen Grundriss, von dem sich auch sein Name ableitet. Den Kern der Anlage bildet ein fünfflügeliger Baukörper mit Loretokapelle um einen großen Innenhof. Die Loretokapelle ist Ausgangspunkt des über 14 Kilometer bis zum Prager Loreto führenden Loretoweges. Das Gemälde des hl. Franz Seraph ist ein Werk von Peter Johann Brandl. Das Kloster ist seit 1958 als Kulturdenkmal geschützt. Nach Voranmeldung sowie zu religiösen Feiertagen ist das Kloster öffentlich zugänglich.

## Geschichte
Im Jahre 1589 ließ der Besitzer der Güter Roth-Augezd, Genč und Hostiwitz, Gothard Florian Žďárský von Žďár (1542–1604) inmitten des Ackerlandes östlich von Roth-Augezd ein Wäldchen anpflanzen. Das von einer Mauer umgebene Areal mit einer Abmessung von 350 × 270 m diente der Familie Žďárský von Žďár zunächst als herrschaftliches Wildgehege.
Jan František Beckovský berichtete davon, dass das Wäldchen zu einem Refugium für Vögel geworden wäre, die im weiten Umkreis die Ernte vernichtet hätten. Auf die Gebete der geschädigten Anwohner hin sei die Vogelplage durch einen heftigen Sommersturm für immer vernichtet worden.
Gothard Florians Enkel, Franz Theoderich Zdiarsky von Saar (1598–1653), Herr auf Kladno, Tachlowitz, Roth-Augezd, Genč, Hostiwitz, Gettersdorf, Witschitz und Saar ließ nach der Rückkehr von einer Wallfahrt nach Loreto entsprechend seinem Gelübde zum Dank für die Geburt eines Sohnes und das Wohlwollen Kaiser Ferdinands I. durch den Erlass seiner Strafe wegen der Beteiligung am Ständeaufstand im Waldel eine der ersten Loretokapellen in Böhmen errichten. Die Grundsteinlegung erfolgte am 12. Juni 1623, nach zweijähriger Bauzeit wurde die Kapelle am 2. Juni 1625 durch den Prager Erzbischof Ernst Adalbert von Harrach der Heiligen Jungfrau Maria von Loreto geweiht. Die Betreuung der Kapelle erfolgte durch einen Einsiedler. Die Kapelle wurde zu einem beliebten Wallfahrtsort und gab Inspiration zur Errichtung des Prager Loretos. Im Jahre 1630 ließ Franz Theoderich Zdiarsky Reichsgraf von Saar die ursprüngliche Kapelle abreißen und durch eine Nachbildung der Basilika vom Heiligen Haus in Loreto ersetzen. Sein Herz wurde in der Gruft vor dem Hochaltar der Kapelle bestattet.
Franz Theoderichs erstgeborener Sohn und Erbe Franz Adam Euseb Zdiarsky Reichsgraf von Saar (1623–1670) stiftete 1659 bei der Kapelle ein Franziskanerkloster mit zunächst vier Mönchen. Die Planung und Bauausführung erfolgte durch die Baumeister Carlo Lurago und Giovanni Domenico Orsi de Orsini. Der kostspielige Bau dauerte 14 Jahre; während der Bauzeit wurde darin ein Zimmer für den Bauherrn eingerichtet, das dieser des Öfteren bewohnte. Die Fertigstellung des Klosters im Jahre 1673 erlebte Franz Adam Euseb Zdiarsky von Saar nicht mehr. Nach seinem Tode, mit dem die reichsgräfliche Linie der Zdiarsky von Saar erlosch, finanzierten seine fünf Töchtern die Fortführung der Arbeiten aus den Einkünften der Familiengüter der Žďárský von Žďár sowie mit Unterstützung der Grafen Martinic, der Familie seiner früh verstorbenen Frau Elisabeth Korona von Martinic (1603/4–1649). 1699 wurde Mauer um das Waldel erneuert.
Mit Hilfe von Donatoren entstand in den Jahren 1720 bis 1726 der Loretoweg zwischen dem Kloster Waldel und dem Prager Loreto mit 20 Nischenkapellen. Im Jahre 1722 besuchten nach einer Schätzung der erzbischöflichen Kanzlei 60.000 Pilger die Loretokapelle in Waldel. 1742 wurde der im Ersten Schlesischen Krieg bei Motol am 14. August gefallene Generalfeldwachtmeister Franz Graf von Olivieri in der Franziskanergruft beigesetzt. Im Jahre 1844 bestand die zum Dorf Roth-Augezd (Herrschaft Tachlowitz) im Rakonitzer Kreis inskribierte Einschicht Waldel (Hájek) aus einem Franziskanerkloster, einer Loretokapelle und einem Wirtshaus. Pfarrort war Swarow.
1950 wurde das Kloster im Rahmen der Aktion K aufgelöst. Bis 1953 diente es als Sammellager für kirchliche Personen. Danach wurden die Klostergebäude durch die Armee als Lager genutzt. Nach der Samtenen Revolution wurde das Kloster in den 1990er Jahren wieder aufgenommen. Jedoch gestalten sich die fehlenden finanziellen Mittel der Franziskaner zur notwendigen Sanierung der Klostergebäude als auch die nach wie vor bestehende Abtrennung des das Kloster umgebenden Wäldchens vom nur aus den Klostergebäuden bestehenden Besitz als schwierig für seinen Fortbestand.